# Bergsprängargränd

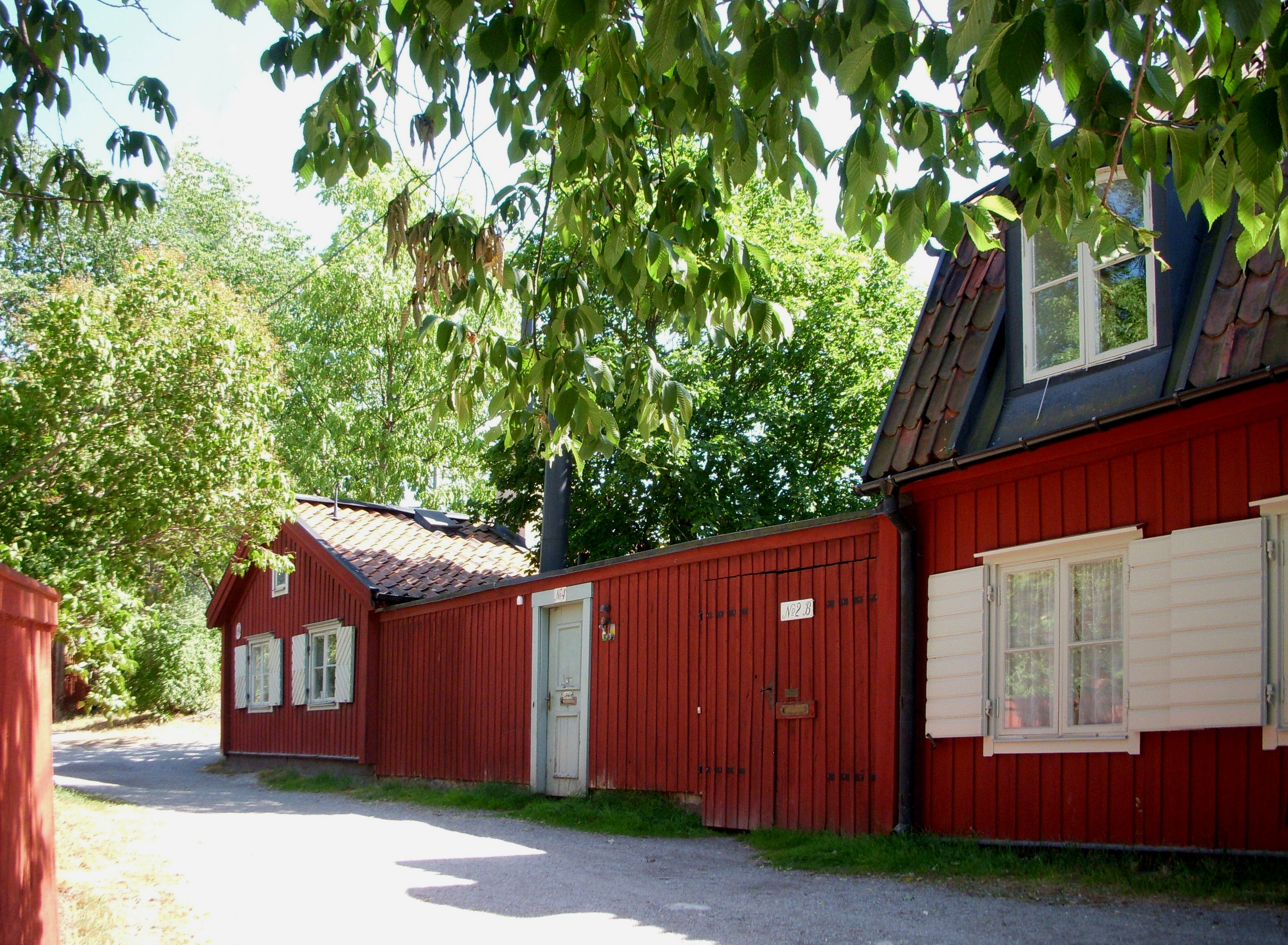
Bergsprängargränd 2B och 4, juli 2010.

Bergsprängargränd är en mindre gata på Södermalm i Stockholm som ligger vid västra sluttningen av Vita bergen, inte långt från Sofia kyrka. Bergsprängargrändens bebyggelse hör idag till de få kvarvarande så kallade reservatsområden i Stockholm som är ett antal fastigheter i en kulturhistoriskt värdefull miljö. Bergsprängartrappan är en trätrappa som leder ner från Bergsprängargränd till Renstiernas gata.

## Historik

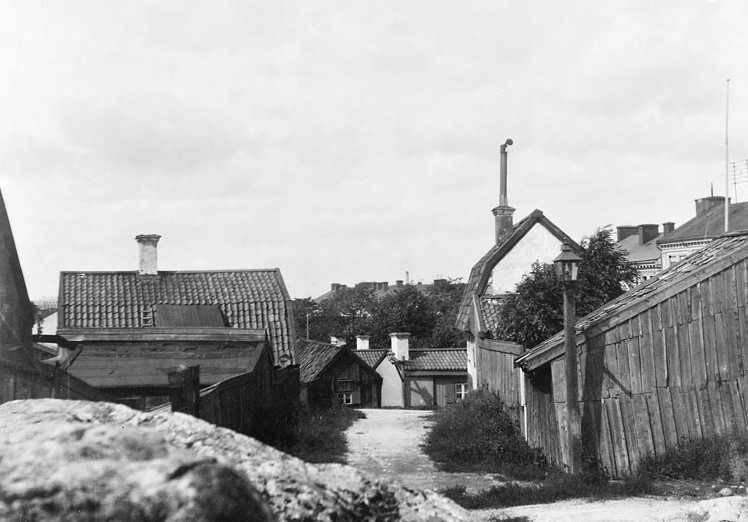
Bergsprängargränd 1885.

Bergsprängargränd fick sitt nuvarande namn 1806 men vilken bergsprängare som gav gränden namnet är okänt. Annars bodde huvudsakligen varvs- och hamnarbetare samt diversearbetare här uppe. De hade stora familjer och de små trähusen med sina invånare hörde till de mest fallfärdiga och eländiga på det fattiga Södermalm. Exempelvis bodde här 1897 i en stuga om ett rum med kakelugn (12 m² golvyta och 1,85 meter rumshöjd) två hamnarbetarfamiljer bestående av fyra vuxna och två barn. Den ena familjen var inneboende och betalade 72 kronor i årshyra till den andra. Bergsprängargränd nr 6 är ett “halvt” putsat stenhus från 1760-talet.
År 1888 började man göra om platsen till en park. På den högsta punkten står Sofia kyrka, invigd 1906. Området kring kyrkan var klart 1911, den östra delen av parken 1913, den södra 1914 och den norra 1922–1924. I samband med parkens tillkomst försvann många fallfärdiga hus. Idag är området en pittoresk  idyll, långt ifrån 1800-talets fattigdom. De flesta kvarvarande husen längs Bergsprängargränd är moderniserade och hyrs ut av AB Stadsholmen som äger och förvaltar dem. Genom området sträcker sig även Mäster Pers gränd som tidigare var den sydligaste delen av Borgmästargatan.

### Anläggningar och byggnader
- I berget under den kulturhistoriska bebyggelsen ligger Pionen, den före detta ledningsplatsen från 1943 som  internetleverantören Bahnhof övertog år 2007 och lät bygga om till datahall.

- Inom området ligger Hasse och Tages skrivstuga, ett litet trähus från 1700-talet som under många år varit Hans Alfredsons och Tage Danielssons författarstuga.

## Bilder

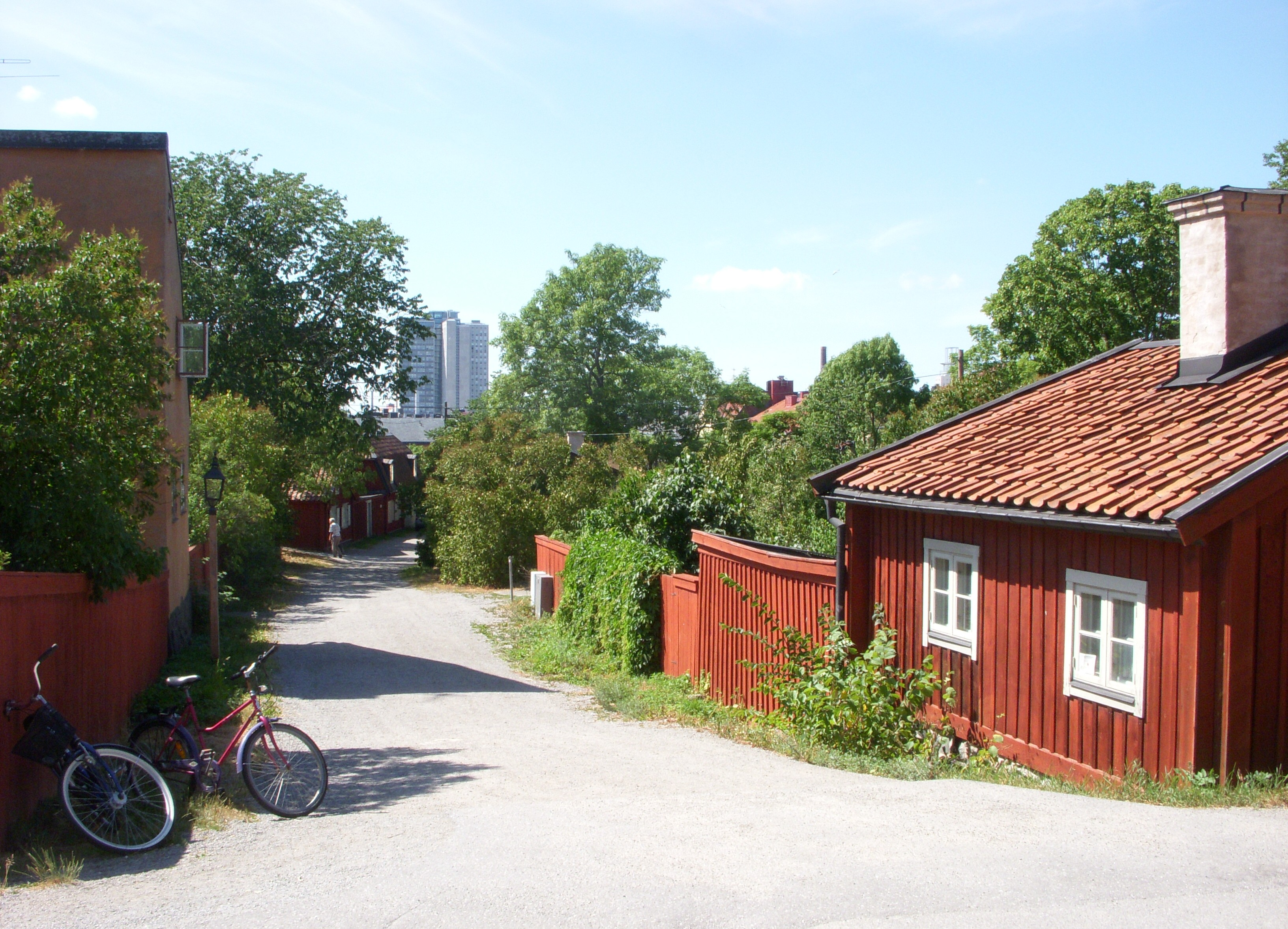
Bergsprängargränd från Mäster Pers gränd
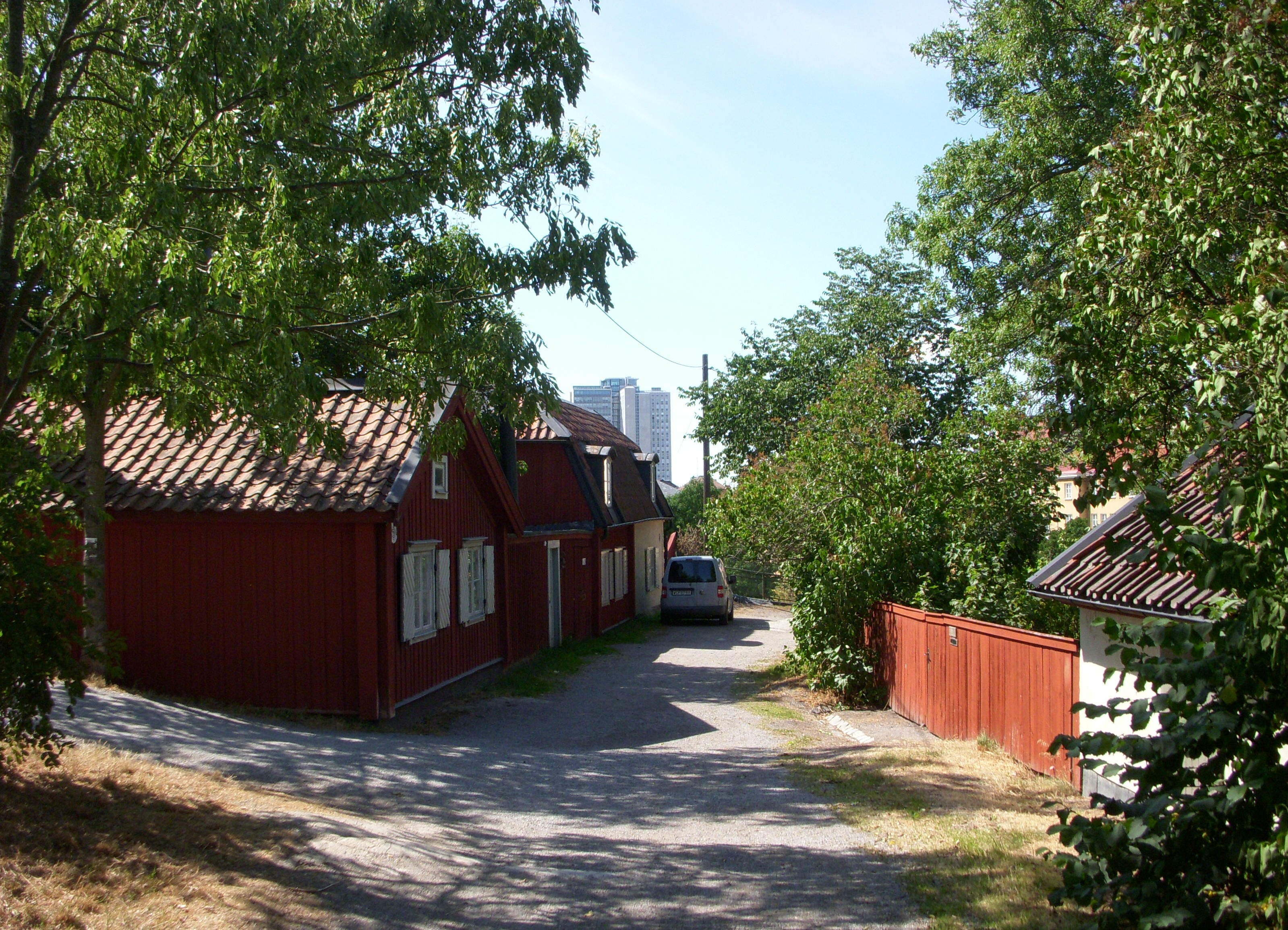
Bergsprängargränd 4 och 2. Vita huset till höger nummer 3
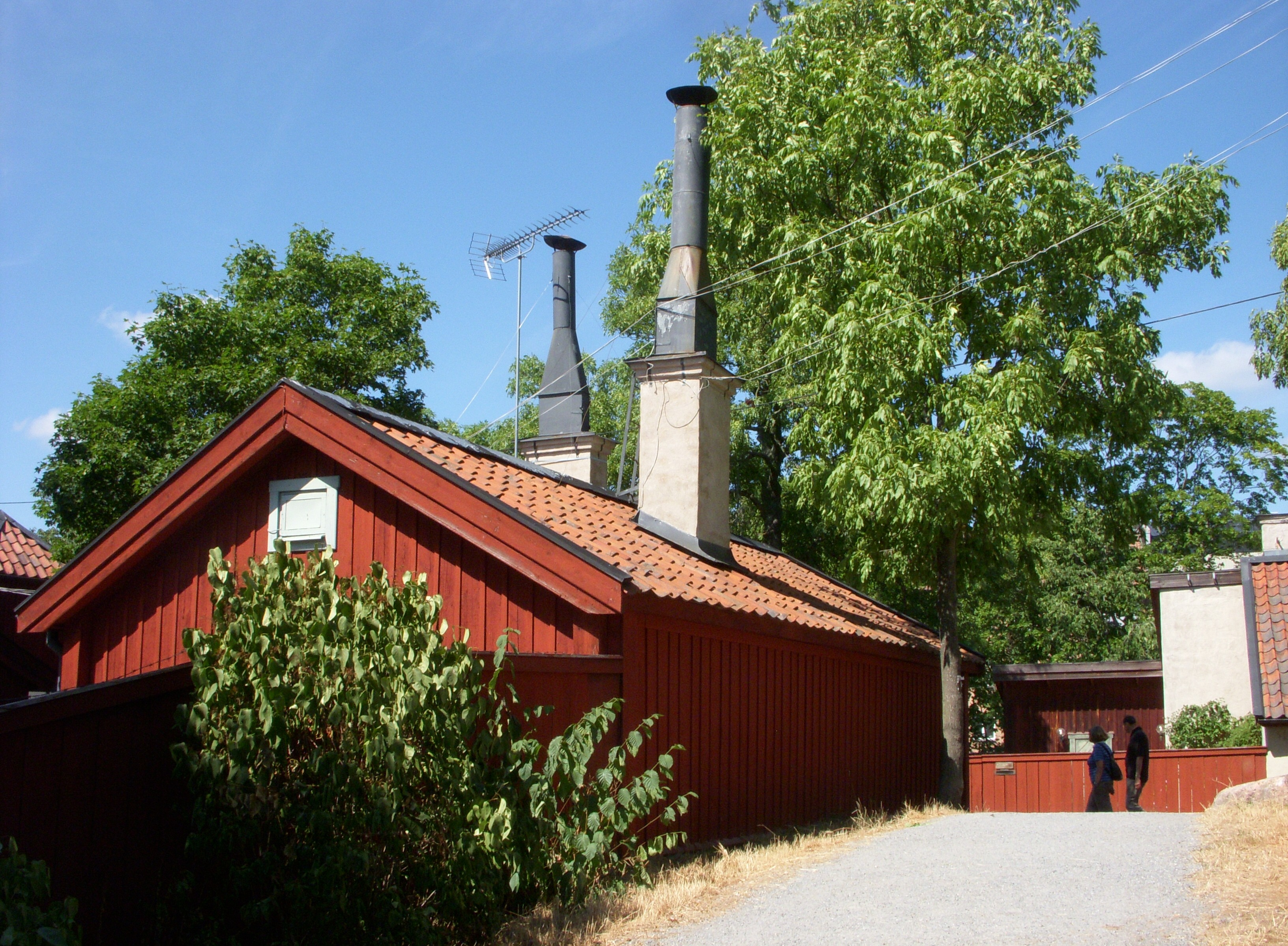
Bergsprängargränd 4
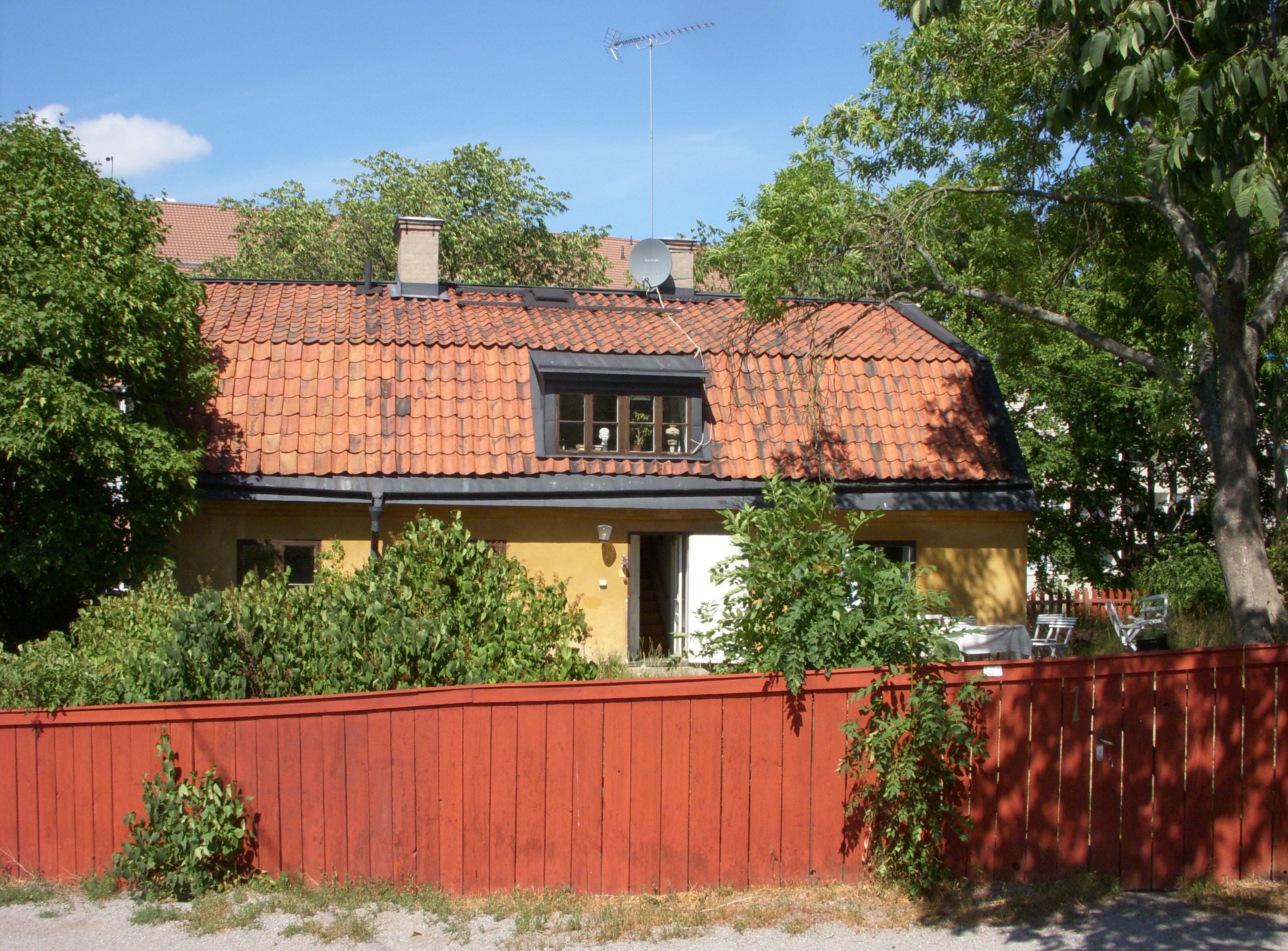
Bergsprängargränd 1
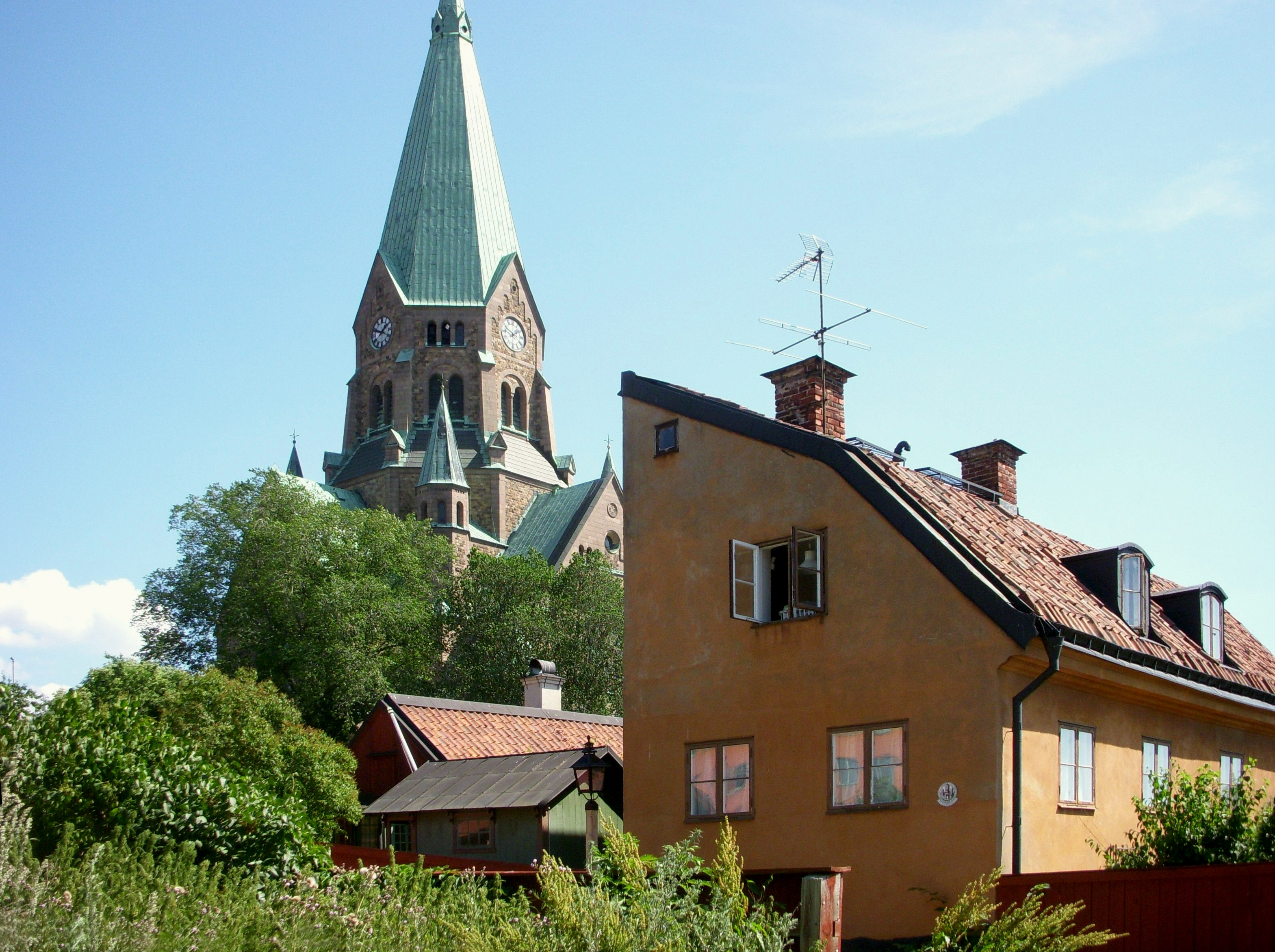
Bergsprängargränd 6